# Impasse Clisson
L'impasse Clisson est une voie du 13e arrondissement de Paris située dans le quartier de la Gare.

## Situation et accès
L'impasse Clisson est desservie à proximité par la ligne 6 à la station Nationale.

## Origine du nom
Elle porte le nom du connétable de France, Olivier de Clisson, en raison de sa proximité avec la rue éponyme.

## Historique
Cette voie a pris son nom actuel en 1930. 